# Wąwóz Vintgar
Wąwóz Vintgar (słoweń. soteska Vintgar) – wąwóz na terenie gmin Bled i Gorje, około 4 kilometry na północny zachód od miasta Bled.
Wąwóz jest długi na 1,6 kilometra, a jego ściany mają wysokość od 50 do ponad 100 metrów. Został wyrzeźbiony przez Radovnę, jest częścią Doliny Radovne. Na jego końcu znajduje się wysoki na 13 metrów wodospad Šum. Jest to największy wodospad rzeczny w Słowenii.

## Historia

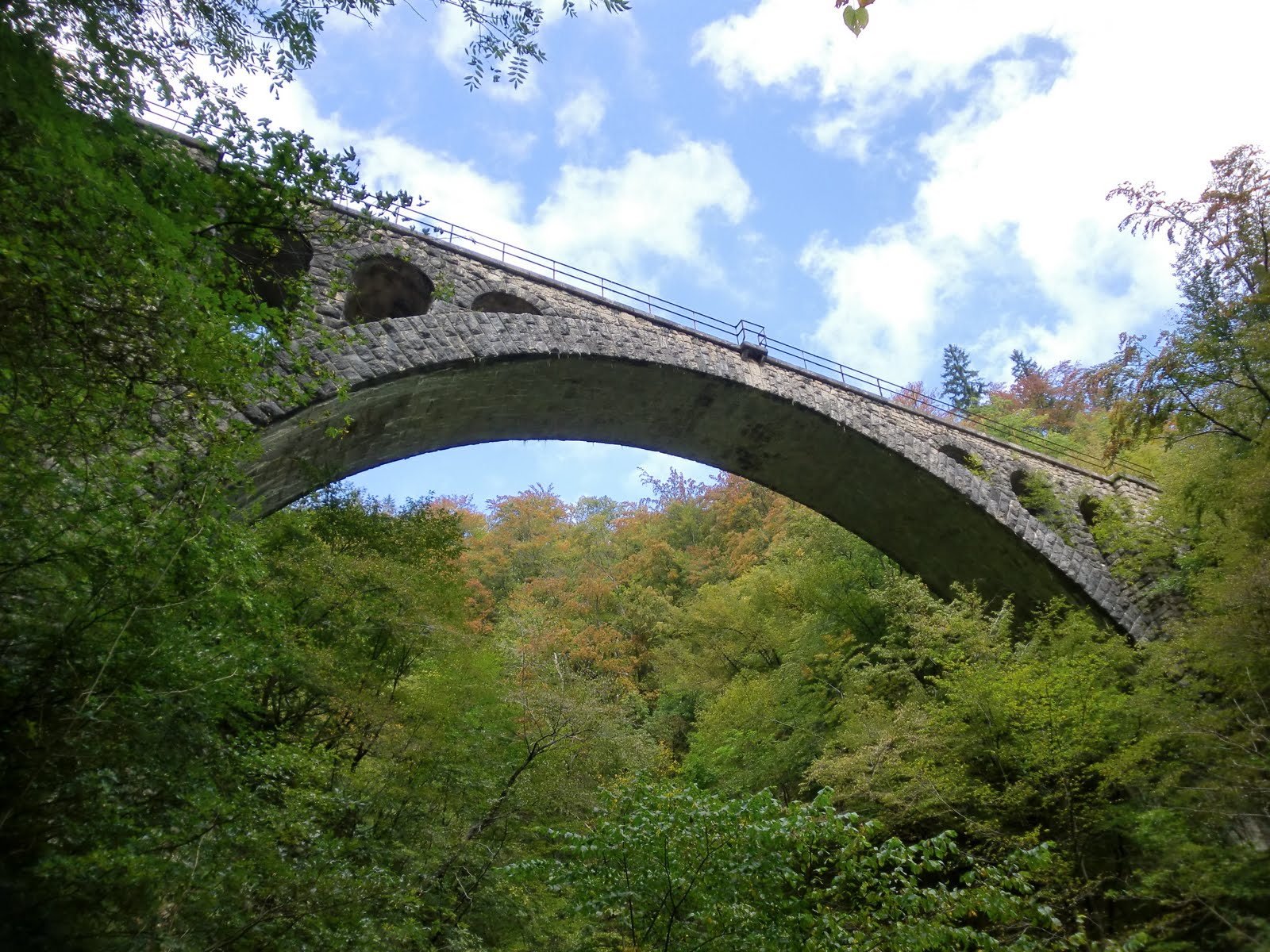
Kamienny most nad Radovną

Do 1890 roku wąwóz był właściwie niedostępny, z wyjątkiem dwóch miejsc nad rzeką Radovną oraz jednego w okolicach mostu przy wodospadzie Šum, który wybudowano w 1878 roku. Wąwóz został poddany eksploracji po raz pierwszy, gdy w 1891 roku burmistrz Gorje Jakob Žumer i fotograf Benedikt Lergetporer zorganizowali do niego pierwszą ekspedycję.
W 1893 roku w wąwozie wybudowano drewniane schodki i pomosty widokowe nazywane Žumrove galerije. Oficjalnie otwarto je dla odwiedzających wąwóz turystów 26 sierpnia 1893.
W dole wąwozu wybudowano zaporę hydroelektryczną oraz łukowy most kolejowy. Most, zbudowany w latach 1904–19056 z kamienia, jest największym dalej istniejącym kamiennym mostem w Słowenii. Ma 65 metrów długości, 4,5 metra szerokości i 33,5 metra wysokości.

## Geologia
Przed ostatnią epoką lodowcową rzeka Radovna płynęła na wschód. Po zatamowaniu rzeki przez lód oraz pozostałości lodowca Bohinj powstało jezioro. Wypływająca z niego woda przecięła nową ścieżkę w kierunku północno-wschodnim przez miękką warstwę triasowego wapienia między wzgórzami Boršt (931 metrów wysokości) i Hom (844 metrów wysokości) w kierunku Zgornjesavska doliny.